# SHOOT BOXING 2018 YOUNG CEASER CUP CENTRAL ＃23
SHOOT BOXING 2018 YOUNG CEASER CUP CENTRAL #23（シュートボクシング 2018 ヤングシーザーカップセントラル #23）は、シュートボクシングの大会の一つ。2018年9月23日、愛知県春日井市で開催された。

## 大会概要
MISAKI、再起戦となる大会。タイ二冠王に勝利を収めた。

## 試合結果
第1試合 スーパーフェザー級チャレンジマッチ　2分3R延長2R
◯  日本 TSUTOMU vs.  日本 長谷川尚登 ×
3R 終了 判定2-0（30−29、30−30、30−29）
第2試合  52kg契約　チャレンジマッチ　2分3R延長2R
◯  日本 谷口仁保 vs.  日本 長谷川大輔 ×
4R 終了 判定3-0（※三者とも10−9 ※本戦は29−30、29−29、30−29）
第3試合  -53kg契約　スターティングクラスルール　2分3R延長2R
◯  日本 内藤啓人 vs.  日本 吉井龍城 ×
3R 終了 判定2-0（30−29、30−30、30−29）
第4試合  -58kg契約　スターティングクラスルール　2分3R延長2R
◯  日本 魁斗 vs.  日本 ブルズアイ竜太 ×
3R 1分7秒 TKO（※セコンドからタオル投入）
第5試合  SHOOTBOXING×MAXFCリレーションシップ3×3マッチ　ミニマム級（48kg）　SBスターテイングルール　2分3R延長2R
◯  日本 ほのか vs.  韓国 チョ・シオン ×
3R 終了 判定2-0（10−9、10−10、10−9）
第6試合  SHOOTBOXING×MAXFCリレーションシップ3vs3マッチ　ミニマム級（48kg）　ミニマム級ングルール　2分3R延長2R
◯  日本 TOMOMI vs.  韓国 パク・ユシン ×
3R 1分39秒 TKO（3ノックダウン）
第7試合  SHOOTBOXING×MAXFCリレーションシップ3vs3マッチ　52.0kg契約　SBスターテイングルール　2分3R延長2R
◯  韓国 キム・ソユル vs.  日本 梅尾メイ ×
3R 終了 判定3-0（30−28、30−29、30−28）
第8試合  60kg契約　エキスパートクラス特別ルール　3分3R延長無制限
◯  日本 北川裕紀 vs.  日本 田中翔太 ×
3R 終了 判定3-0（30−27、30−27、30−26）
第9試合  SB日本スーパーライト級ランキング戦　エキスパートクラス特別ルール　3分3R延長無制限
◯  日本 土佐丸 vs.  日本 イモト ×
4R 終了 判定2-0（※10−9、10−10、10−9 ※本戦は29−29、28‐29、30−30）
第10試合  国際戦　エキスパートクラス特別ルール　3分3R延長無制限
◯  日本 MISAKI vs.  タイ ラットチャプロン・ポーニラモンス ×
3R 終了 判定3-0（28−27、30−27、30−26）